# Odin
Pour l’article ayant un titre homophone, voir Audin.
Pour les articles homonymes, voir Odin (homonymie).
Odin (en vieux norrois : Óðinn), nommé également Oden, Othen ou encore Uodan, est le dieu principal du panthéon de la mythologie germanique dans sa version scandinave. Il correspond aux noms Wotan (vieux haut allemand), Wodan (vieux saxon) et Wōden (vieil anglais) des Germains occidentaux.
Son rôle, comme pour beaucoup de dieux nordiques, est complexe, étant donné que ses fonctions sont multiples : il est le dieu des morts, de la victoire et du savoir. Dans une moindre mesure, il est également considéré comme le patron de la magie, de la poésie, des prophéties, de la guerre et de la chasse. Il est considéré comme étant le principal membre des Ases. Odin partage la fête de Yule, qui est célébrée le 21 décembre, avec le dieu Ull.
Le lieu de résidence d'Odin est le palais de Valaskjálf, situé en Ásgard, où se trouve également son trône, appelé Hlidskjalf, d'où il peut observer les neuf mondes de la cosmologie nordique. Il possède plusieurs objets fabuleux, sa lance Gungnir et son anneau Draupnir, et monte son cheval à huit jambes nommé Sleipnir. Son domaine n'est pas accessible aux mortels et est relié à la terre par un arc-en-ciel que seuls les dieux et quelques créatures les servant peuvent apercevoir.
Fils de Bor et de la géante Bestla, il a pour frères Vili et Vé. Son épouse est Frigg ; il a de nombreux enfants, dont les dieux Thor, Baldr, Bragi, Höd et Hermod.

## Étymologie et épithètes
Le nom primitif de cette divinité devait être *Wōđinaz ou *Wōđanaz en germanique commun, de *wóðana- (« colère, folie »). On trouve dans le groupe des langues germaniques occidentales Wotan, Wōdan en allemand ou Wōden en anglo-saxon, qui correspond à Óðinn en vieux norrois (langue germanique septentrionale). On utilise généralement la forme Odin en français.
Le théonyme Óðinn est fondé sur le vieux norrois óðr, « furieux, impatient, fou » (islandais, féroien óður), voire, moins probablement, sur óðr au sens de « poésie, chanson ». óðr procède du germanique commun *wōd ou, qui a également donné le gotique wōds (« en colère, possédé »), le vieil anglais wōd et l'allemand Wut (« colère »),.
De même que les langues romanes reprennent certains noms de dieux romains pour les jours de la semaine, les langues germaniques utilisent les noms de dieux germaniques pour certains jours. Comme Odin était assimilé à Mercure (qui a donné son nom au jour de la semaine, mercredi) par les Romains (interpretatio Romana), le nom du dieu se retrouvait dans le nom de ce jour en vieux norrois (óðinsdagr, « jour d'Odin ») et se perpétue dans la plupart des langues germaniques contemporaines : Wednesday en anglais (vieil anglais : wōdnesdæg), woensdag en néerlandais, onsdag en danois, norvégien et suédois (l'allemand et l'islandais employant en revanche des termes neutres imposés par l'Eglise chrétienne, respectivement Mittwoch et miðvikudagur),.

## Origines
Dans sa monographie consacrée au dieu, Kris Kershaw a développé l'idée qu'Odin est le représentant germanique d'un dieu-loup indo-européen, extrêmement ancien, dont la caractéristique principale est d'être le chef mythique et l'incarnation du compagnonnage guerrier dont la chasse sauvage est le parangon. Dans cette perspective, elle rapproche Odin du dieu indien Rudra, dieu de la nature sauvage.
Les documents écrits dans la région continentale-germanique sont rares, les preuves les plus probantes sont les sources plus tardives (Edda), en partie rédigées après la christianisation, qui reflètent une tradition profondément enracinée dans la mémoire de la période païenne préchrétienne, de ses rites religieux et de ses mythologies. En outre, dans les écrits eddiques islandais du haut Moyen Âge, l'influence de la christianisation et des idées chrétiennes et gréco-romaines dans la représentation d'Odin est également reconnaissable. Otto Höfler a déterminé sur la base des sources disparates concernant Odin/Wodan qu'il n'était pas possible de résumer la divinité en une image anthropomorphique uniforme, mais qu'un type de culte unitaire à travers la période du paganisme germanique se laisse pourtant observer, culte qui se manifeste dans les traits qui suivent :
- le rapport à l'extase ;
- la relation avec le culte des morts ou de la mort ;
- la capacité de transformer ;
- des traits guerriers, végétatifs et démoniaques[8].

Pour l'archéologue Martin Rundkvist, l'Odin scandinave (Óðinn) a émergé du proto-norrois Wōdin pendant les Grandes invasions. Le contexte dans lequel les nouvelles élites émergeaient durant cette période correspond à la légende de Snorri Sturluson, où les Vanes indigènes sont remplacés par les Ases, qui sont des étrangers venus du continent.
Plusieurs parallèles ont été établis entre Odin et le dieu celtique Lug[réf. nécessaire]. En effet, les deux sont des dieux intellectuels qui commandent la magie et la poésie. Les deux ont des corbeaux et une lance en tant qu'attributs. Pour Philippe Jouët, « *Wōdanaz est issu de l'entité indo-européenne du Ciel-nocturne. Dans la société protohistorique, plus récente, il représente l'aspect magico-religieux de la « première fonction ». L'évolution historique a élargi la place d'Óðinn dans le panthéon : il a éclipsé le juriste Týr (…). De plus Óðinn est devenu la divinité d'élection des guerriers de la société héroïque, notamment en Scandinavie. » Il précise que d'un point de vue comparatiste, les correspondants d'Óðinn sont les celtiques Ogmios, Ogme, Gwydion, eux-mêmes rapprochés du dieu indien Varuna et du dieu lituanien Velinas. Fonctionnellement, Óðinn partage avec eux l'aptitude à la magie, aux métamorphoses, à la contrainte verbale. Pour lui, les parallèles qu'on a tentés entre Óðinn et le Lug irlandais, le dioscure immortalisé et guide d'une communauté, sont sans fondement.

## Caractéristiques

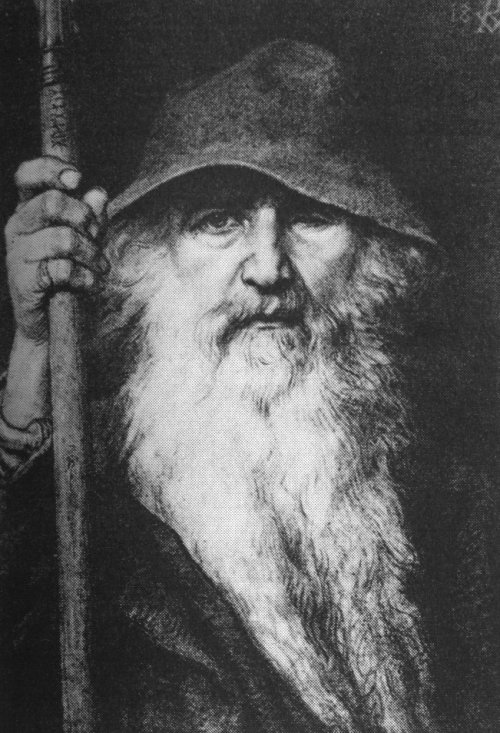
Odin le Vagabond réalisé par Georg von Rosen en 1886.

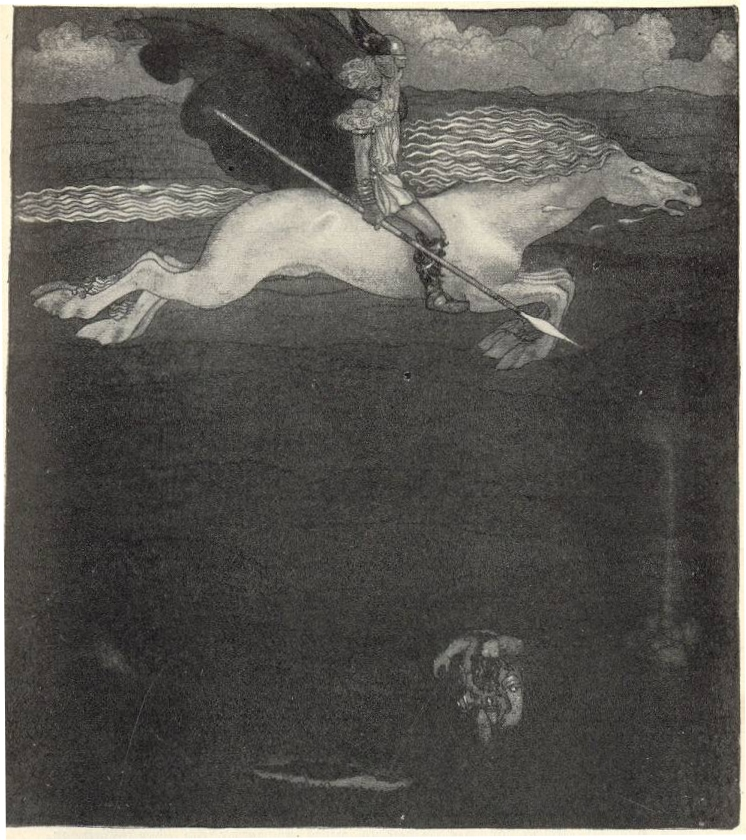
Odin sur Sleipnir réalisé par John Bauer en 1901.

Odin est représenté comme un homme âgé, barbu et borgne. Il est une divinité polymorphe. Il se déplace sur un cheval à huit jambes nommé Sleipnir et il est armé de sa lance Gungnir. Lorsqu'il est dans son palais, la Valhöll, les deux corbeaux Hugin (la pensée) et Munin (la mémoire) lui racontent à l'oreille ce qu'ils ont vu des neuf mondes. De plus, deux loups, Geri et Freki, restent à ses pieds. Son trône, Hlidskjalf, lui permet de voir tout ce qui existe dans les neuf mondes. Il possédait l'anneau Draupnir, un anneau qui se multipliait par neuf tous les neuf jours ; mais il le posa sur le bûcher funéraire de son fils Baldr qui le donnera à Hermod plus tard.
Les rôles d'Odin sont complexes. Il est entre autres le dieu des morts ayant fonctions de psychopompe et de nécromancien. D'ailleurs, il accueille la moitié des âmes des guerriers tombés au combat au Valhöll (ou Valhalla). Celles-ci sont amenées jusqu'au Valhalla par les Valkyries, Freyja accueillant la seconde moitié. Ceux-ci combattent entre eux le jour pour se préparer au Ragnarök et sont conviés la nuit au « Banquet d'Odin ». De plus, sous le nom de Handagud, Odin est particulièrement le dieu des pendus. Il est aussi le patron des scaldes, poètes scandinaves, auxquels il a apporté l'élixir de poésie. Il possède aussi des caractéristiques des shamans qui se reflètent dans le mythe de sa monture Sleipnir.
Sans être directement dieu de la guerre, Odin est néanmoins le dieu de la victoire. Il l'offre à ses protégés par quelque moyen que ce soit, qu'il s'agisse de valeur au combat, de chance ou, plus particulièrement, de ruse et de fourberie. Odin conférait la victoire en inspirant l'intelligence et la stratégie, bien plus qu'en activant l'ardeur des guerriers. C'est donc un dieu sage, courageux et généreux, mais craint, et qui possède des traits sombres et peut se montrer fourbe et sévère. Odin possède de nombreuses hypostases dont certaines n'ont peut-être pas encore été identifiées.

## Généalogie

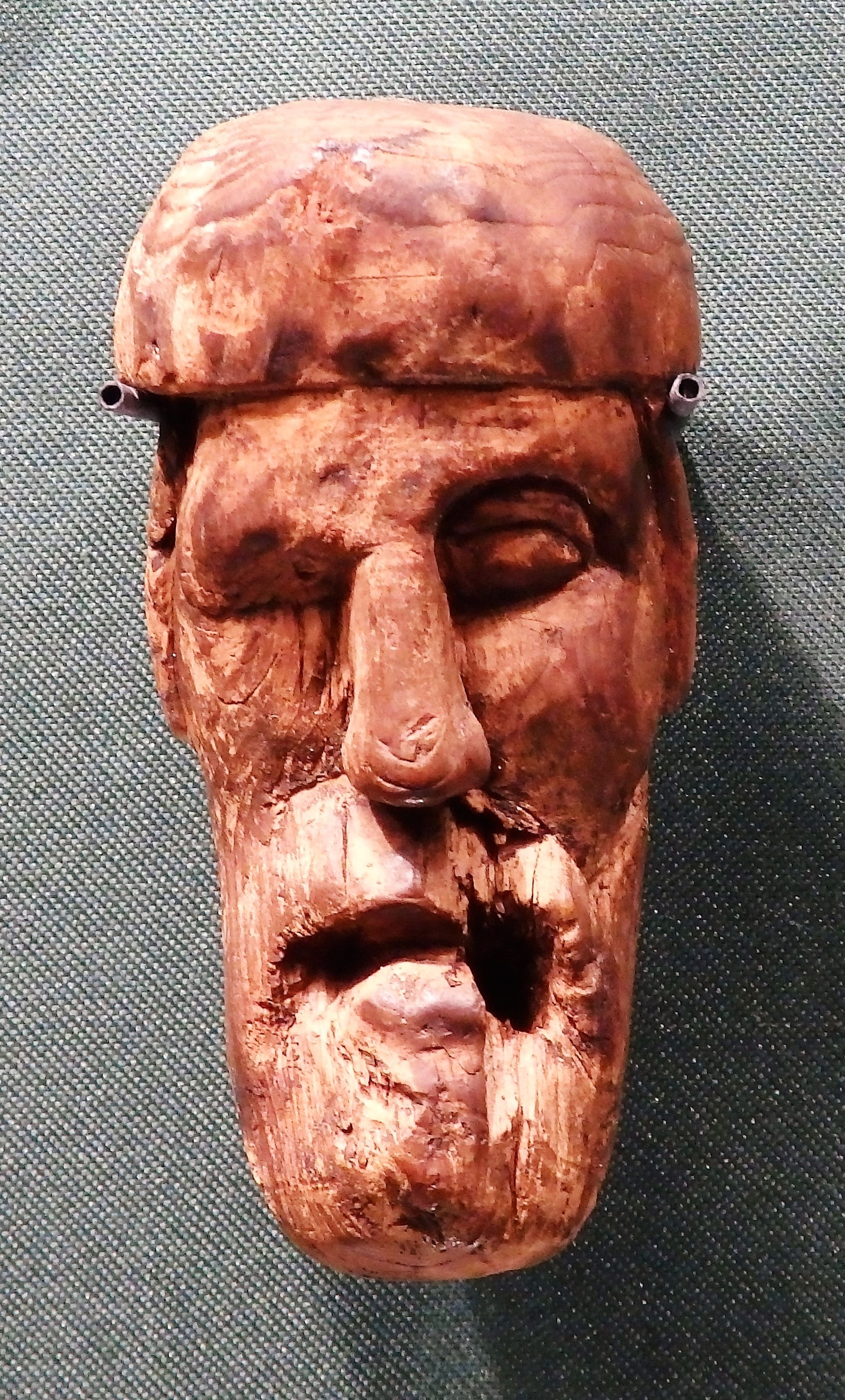
Tête d'Odin en bois de Gamlebyen, de notre ère (Musée d'histoire culturelle d'Oslo).

Odin est l'un des trois fils de Bor, qui n'est jamais considéré comme un dieu, et de Bestla, une géante. Avec ses deux frères, Vili et Vé, il est le premier de la race des Ases. En fait, son ascendance selon le Gylfaginning de l'Edda de Snorri est celle-ci :
|  |  |  |  |  |  |  |  |  |  |  |  | Búri | Búri | Búri | Búri | Búri | Búri |  |  |    |    |    |    |    |    |  |  | Bolthorn | Bolthorn | Bolthorn | Bolthorn | Bolthorn | Bolthorn |  |  |  |  |  |  |  |  |  |  |
|  |  |  |  |  |  |  |  |  |  |  |  | Búri | Búri | Búri | Búri | Búri | Búri |  |  |    |    |    |    |    |    |  |  | Bolthorn | Bolthorn | Bolthorn | Bolthorn | Bolthorn | Bolthorn |  |  |  |  |  |  |  |  |  |  |
|  |  |  |  |  |  |  |  |  |  |  |  | Bor  | Bor  | Bor  | Bor  | Bor  | Bor  |  |  |    |    |    |    |    |    |  |  | Bestla   | Bestla   | Bestla   | Bestla   | Bestla   | Bestla   |  |  |  |  |  |  |  |  |  |  |
|  |  |  |  |  |  |  |  |  |  |  |  | Bor  | Bor  | Bor  | Bor  | Bor  | Bor  |  |  |    |    |    |    |    |    |  |  | Bestla   | Bestla   | Bestla   | Bestla   | Bestla   | Bestla   |  |  |  |  |  |  |  |  |  |  |
|  |  |  |  |  |  |  |  |  |  |  |  |      |      |      |      |      |      |  |  |    |    |    |    |    |    |  |  |          |          |          |          |          |          |  |  |  |  |  |  |  |  |  |  |
|  |  |  |  |  |  |  |  |  |  |  |  |      |      |      |      |      |      |  |  |    |    |    |    |    |    |  |  |          |          |          |          |          |          |  |  |  |  |  |  |  |  |  |  |
|  |  |  |  |  |  |  |  |  |  |  |  | Vili | Vili | Vili | Vili | Vili | Vili |  |  | Vé | Vé | Vé | Vé | Vé | Vé |  |  | Odín     | Odín     | Odín     | Odín     | Odín     | Odín     |  |  |  |  |  |  |  |  |  |  |

Il est né dans le fond du Ginnungagap où il fit la guerre aux enfants de Thrudgelmir, le grand-père de tous les géants de glace, pendant plusieurs années sans qu'aucun des deux camps n'ait jamais l'avantage. Bien qu'Odin et ses frères n'étaient que trois dans le camp des Ases, ils étaient extrêmement forts et leurs blessures guérissaient très rapidement tandis que les géants subissaient de nombreuses pertes, mais se reproduisaient constamment. Un jour, Odin et ses deux frères réussirent à tuer le géant originel, Ymir, dont la marée de sang qui s'écoula de ses blessures noya l'armée des géants à l'exception de deux qui survécurent, Bergelmir et son épouse.
La descendance d'Odin est difficile à tracer puisqu'elle diverge selon les différentes sources existantes. Cependant, le fait qu'il a au moins pour fils Thor, Váli et Baldr est commun à l'ensemble des poèmes scaldiques. Höd est mentionné en tant que le « fils d'Odin » dans le Skáldskaparmál. De plus, Vidar est aussi mentionné en tant que le fils d'Odin dans le Skáldskaparmál et, dans le Gylfaginning, il est dit qu'il est son enfant tranquille. L'arbre généalogique probable de la descendance d'Odin serait celui-ci :
|  |  |  |  |       |       | Jörd  | Jörd  | Jörd  | Jörd  | Jörd | Jörd |      |      |      |      |      |      | Odín | Odín | Odín | Odín | Odín | Odín |        |        |        |        |        |        | Frigg | Frigg | Frigg | Frigg | Frigg | Frigg |     |     |  |  |       |       |       |       |       |       |
|  |  |  |  |       |       | Jörd  | Jörd  | Jörd  | Jörd  | Jörd | Jörd |      |      |      |      |      |      | Odín | Odín | Odín | Odín | Odín | Odín |        |        |        |        |        |        | Frigg | Frigg | Frigg | Frigg | Frigg | Frigg |     |     |  |  |       |       |       |       |       |       |
|  |  |  |  |       |       |       |       |       |       |      |      |      |      |      |      |      |      |      |      |      |      |      |      |        |        |        |        |        |        |       |       |       |       |       |       |     |     |  |  |       |       |       |       |       |       |
|  |  |  |  |       |       |       |       |       |       |      |      |      |      |      |      |      |      |      |      |      |      |      |      |        |        |        |        |        |        |       |       |       |       |       |       |     |     |  |  |       |       |       |       |       |       |
|  |  |  |  |       |       |       |       |       |       |      |      |      |      |      |      |      |      |      |      |      |      |      |      |        |        |        |        |        |        |       |       |       |       |       |       |     |     |  |  |       |       |       |       |       |       |
|  |  |  |  | Meili | Meili | Meili | Meili | Meili | Meili |      |      | Thor | Thor | Thor | Thor | Thor | Thor |      |      |      |      |      |      | Hermod | Hermod | Hermod | Hermod | Hermod | Hermod |       |       | Höd   | Höd   | Höd   | Höd   | Höd | Höd |  |  | Baldr | Baldr | Baldr | Baldr | Baldr | Baldr |

|  |  |  |  |  |  | Gríðr | Gríðr | Gríðr | Gríðr | Gríðr | Gríðr |       |       |       |       |       |       | Odín | Odín | Odín | Odín | Odín | Odín |      |      |      |      |      |      | Rind | Rind | Rind | Rind | Rind | Rind |  |  |  |  |  |  |  |  | Odín | Odín | Odín | Odín | Odín | Odín |       |       |       |       |       |       | Gunnlöð | Gunnlöð | Gunnlöð | Gunnlöð | Gunnlöð | Gunnlöð |
|  |  |  |  |  |  | Gríðr | Gríðr | Gríðr | Gríðr | Gríðr | Gríðr |       |       |       |       |       |       | Odín | Odín | Odín | Odín | Odín | Odín |      |      |      |      |      |      | Rind | Rind | Rind | Rind | Rind | Rind |  |  |  |  |  |  |  |  | Odín | Odín | Odín | Odín | Odín | Odín |       |       |       |       |       |       | Gunnlöð | Gunnlöð | Gunnlöð | Gunnlöð | Gunnlöð | Gunnlöð |
|  |  |  |  |  |  |       |       |       |       |       |       |       |       |       |       |       |       |      |      |      |      |      |      |      |      |      |      |      |      |      |      |      |      |      |      |  |  |  |  |  |  |  |  |      |      |      |      |      |      |       |       |       |       |       |       |         |         |         |         |         |         |
|  |  |  |  |  |  |       |       |       |       |       |       | Vidar | Vidar | Vidar | Vidar | Vidar | Vidar |      |      |      |      |      |      | Vali | Vali | Vali | Vali | Vali | Vali |      |      |      |      |      |      |  |  |  |  |  |  |  |  |      |      |      |      |      |      | Bragi | Bragi | Bragi | Bragi | Bragi | Bragi |         |         |         |         |         |         |

## Création du monde

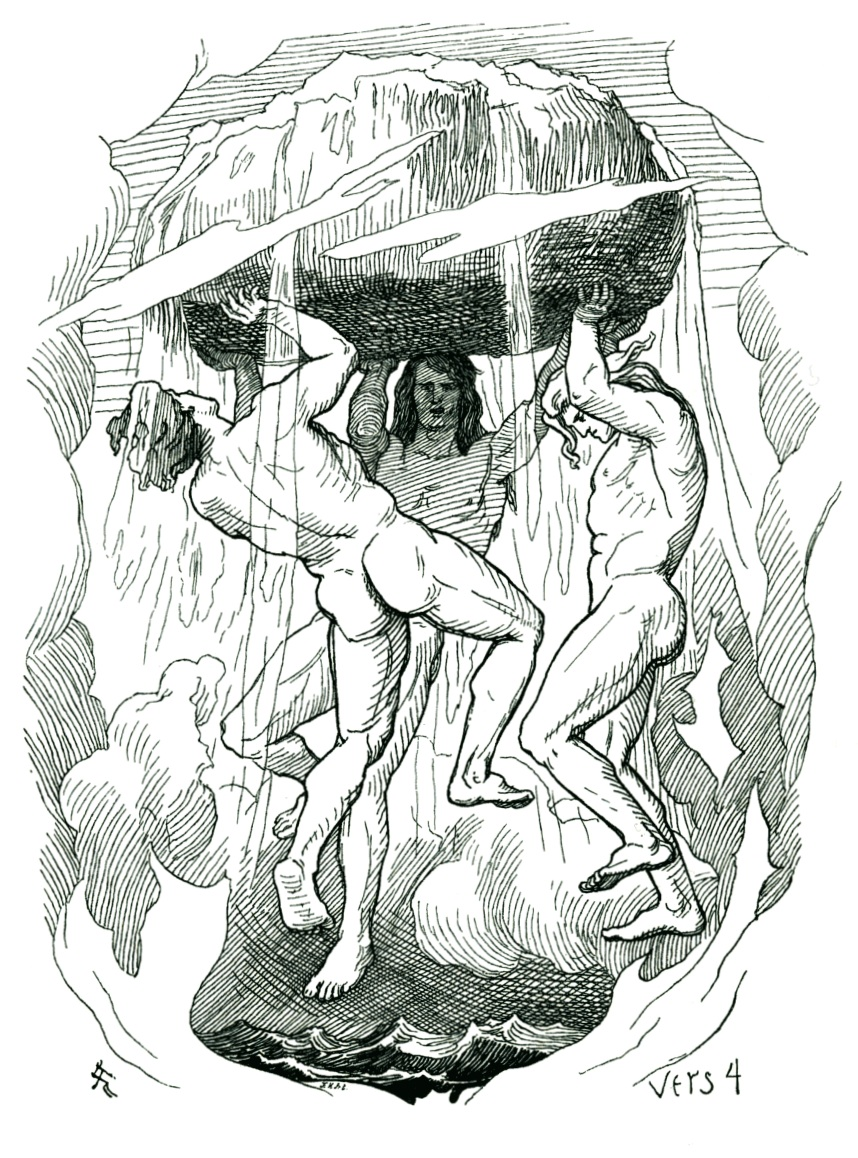
Odin, Vili et Vé créant la Terre à partir du corps d'Ymir, réalisé par Lorenz Frølich.

Après avoir tué Ymir, le géant originel, et par le fait même mis fin à la guerre, Odin aidé de ses frères décida de créer l'univers. Ils créèrent le monde avec le cadavre d'Ymir, puisque c'est tout ce qu'ils avaient. Le sang d'Ymir avait déjà créé les océans. Avec la chair d'Ymir, ils créèrent Midgard, entre Jotunheim et Ásgard, qui deviendra plus tard le monde des hommes. Jotunheim est le monde des géants de glace au sud fondé par Bergelmir et son épouse lorsque ceux-ci se sauvèrent vivants en bateau de la marée de sang d'Ymir qui tua tous les autres géants. Les trois frères utilisèrent les os d'Ymir afin d'élever certaines parties de sa chair, créant ainsi les montagnes et les collines. Les dents d'Ymir furent arrachées et utilisées pour former les falaises du monde. Ses cheveux devinrent la végétation et les restes de son cerveau devinrent les nuages. Finalement, son crâne devint le ciel ou le paradis au-dessus de tout.

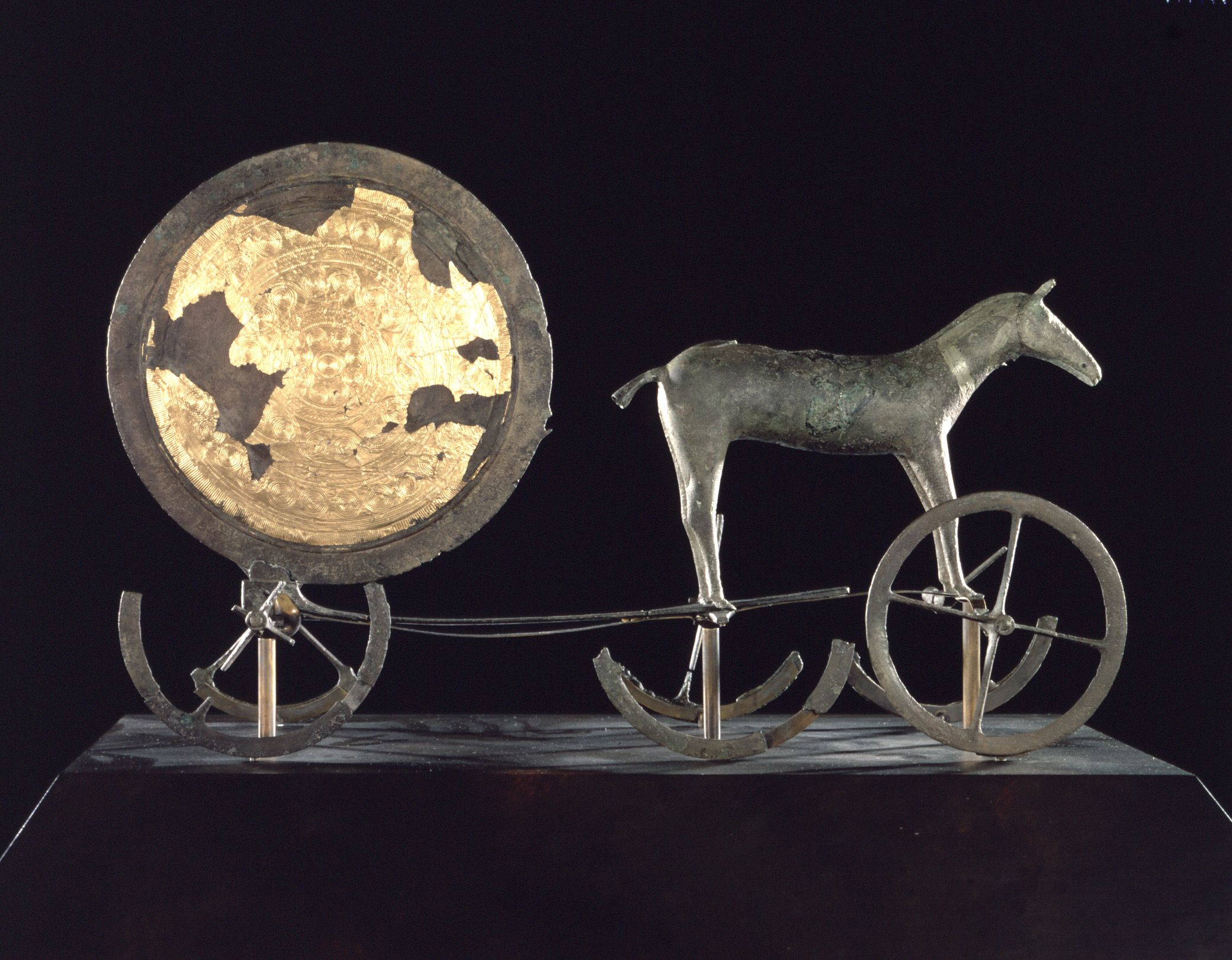
Chariot du soleil de Trundholm (Sjælland, Danemark) datant de l'âge du bronze, au musée national du Danemark.

Le monde fut créé, mais il manquait toujours la lumière. C'est pourquoi les dieux se rendirent au Muspellheim, le monde de feu, afin de recueillir des étincelles lancées par l'épée de feu Surt, le gardien du Muspellheim, qu'ils lancèrent dans le ciel pour créer les étoiles. Deux étincelles étaient plus brillantes que les autres et devinrent respectivement le Soleil et la Lune. Les trois dieux façonnèrent deux chariots spécialement conçus afin de tirer ces deux astres dans le ciel. Le chariot du Soleil fut équipé de poches de glace derrière les chevaux, les empêchant de souffrir de la chaleur du Soleil. De plus, ils créèrent un bouclier, le Svalin, pour que le conducteur puisse se défendre et protéger ses chevaux contre les rayons éternels du Soleil. D'un autre côté, le chariot de la Lune n'avait pas besoin des mêmes précautions étant donné que ses rayons étaient beaucoup moins puissants. Les deux chevaux tirant le chariot du Soleil sont Árvak et Alsvid (« tôt levé » et « très rapide » en vieux norrois). Árvak s'assurait que le Soleil se lève tôt dans la journée et Alsvid qu'il ne reste pas trop longtemps au-dessus de Midgard, car il pourrait brûler le sol. Le cheval du chariot de la Lune est Alsvider (« toujours très rapide » en vieux norrois). Odin entendit parler de deux enfants issus d'une relation entre un géant et un Ase, Máni et Sól, dont le nom signifie respectivement « lune » et « soleil », et il les choisit comme conducteurs des deux chariots. En conduisant à chaque jour le chariot du Soleil et celui de la Lune au travers du ciel, non seulement les journées furent créées, mais aussi le temps.

## Création des hommes, des nains et des elfes

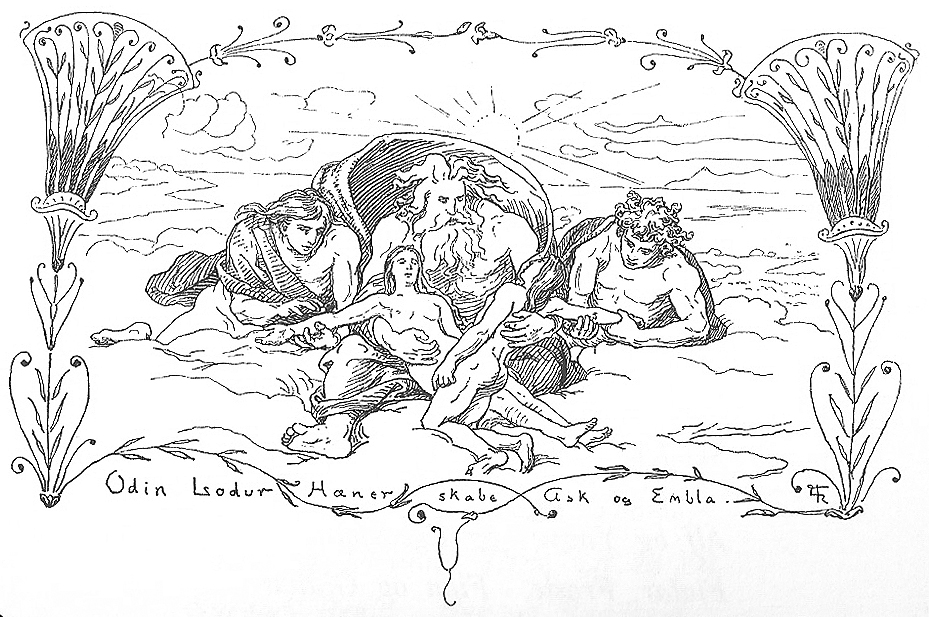
Odin et ses frères créant Ask et Embla, publié en 1895 et réalisé par Lorenz Frølich.

Un jour, Odin et ses deux frères, Vili et Vé, marchaient le long de la mer et remarquèrent deux arbres qui étaient tombés sur le sol, un orme et un frêne. Odin donna aux deux arbres l'étincelle de vie, tandis que Vili leur donna l'esprit et un peu de connaissance, et Vé leur donna les cinq sens. Une fois cela terminé, les arbres n'avaient plus du tout l'allure d'arbres, mais plutôt de versions réduites des dieux eux-mêmes : ils sont le premier homme et la première femme, respectivement issu du frêne et de l'orme et nommés Ask et Embla. Odin leur donna le monde de Midgard.

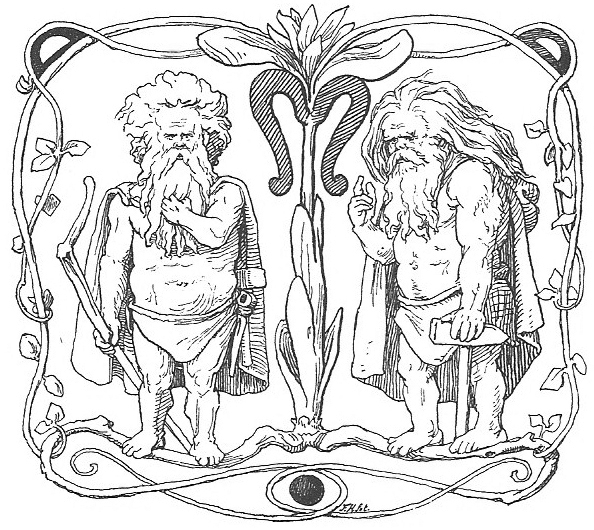
Deux nains, illustration tirée de la Völuspá réalisée par Lorenz Frølich.

Les trois fils de Bor remarquèrent que, pendant qu'ils étaient occupés à créer l'Univers et les Hommes, plusieurs créatures ont émergé de la chair en décomposition d'Ymir. Bien que ces créatures aient été sombres, malodorantes et laides, Odin a senti qu'il fallait leur venir en aide, puisqu'elles avaient la vie. Odin et ses frères examinèrent les créatures et les changèrent en une forme qui était plus appropriée à leur nature. Les créatures qui avaient une nature plus mauvaise et cupide furent transformées en une forme plutôt recourbée et voûtée, mais elles étaient en bonne santé et pourraient survivre où les autres ne le pourraient pas. Ce sont les nains, qui ont été bannis au Svartalfheim, le monde souterrain situé sous la surface de Midgard. En raison de leur nature avide, les nains pourraient creuser le sol de la Terre afin de découvrir les métaux précieux qu'ils chérissent. Cependant, les nains ne peuvent pas se rendre à la surface de la Terre durant la journée puisque la lumière du Soleil les pétrifierait instantanément sur place.

## Mentions dans les textes

### Adam de Brême
Le Gesta Hammaburgensis ecclesiae pontificum écrit par Adam de Brême vers 1080 est la plus ancienne source écrite sur les pratiques religieuses pré-chrétiennes en Scandinavie. Adam de Brême déclare avoir accès à des sources de première main sur les pratiques du paganisme en Suède. Sa description du Temple d'Uppsala donne plusieurs détails sur Odin. Il décrit un temple entièrement plaqué d'or où les gens vénèrent trois dieux : Thor, le plus puissant, occupe un trône dans le milieu de la pièce et Wotan (Odin) ainsi que Frikko (Freyr) ont chacun leur place de chaque côté. Il est dit que Wotan, le Furieux, s'occupe de la guerre et donne aux hommes la force de se battre contre leurs ennemis.

### Edda poétique

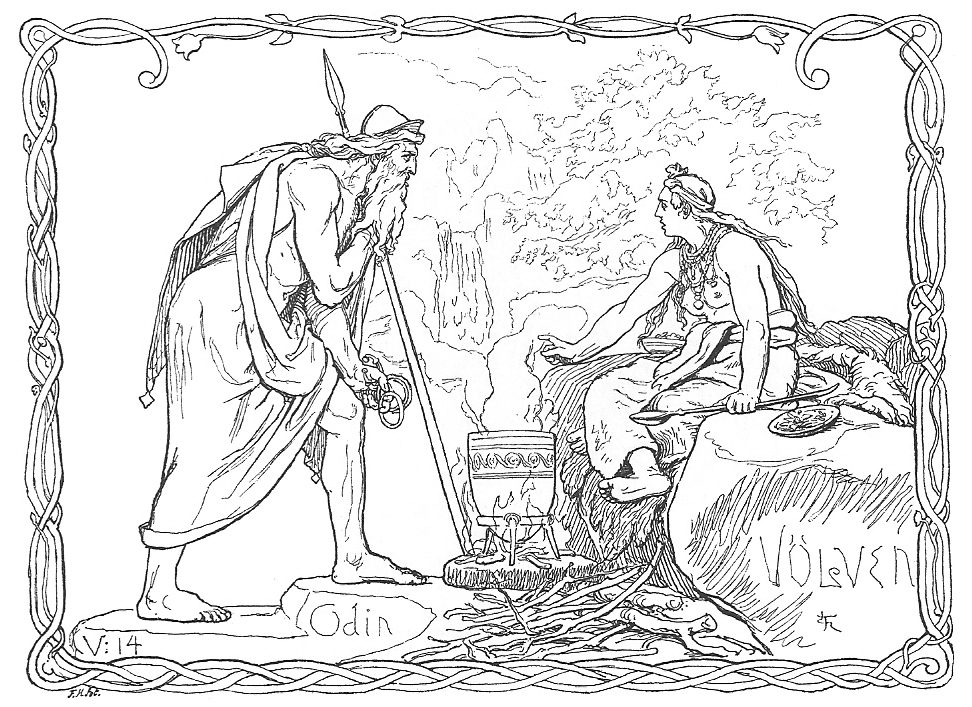
Odin et la völva réalisé par Lorenz Frølich en 1895.

Dans le poème Völuspá de l'Edda poétique, une völva révèle à Odin plusieurs événements du passé et du futur incluant sa propre mort. La völva décrit la naissance d'Odin de son père Bur (ou Bor) et de sa mère Bestla et raconte comment, avec ses frères, il a créé Midgard à partir des océans. Plus loin, elle décrit la création des premiers êtres vivants, Ask et Embla, par Hœnir, Lódur et Odin. Entre autres évènements, la völva mentionne l'implication d'Odin dans la Guerre entre les Ases et les Vanes, l'énucléation d'un œil d'Odin à la Fontaine de Mímir et la mort de son fils Baldr. Elle décrit comment Odin est massacré par le loup Fenrir au Ragnarök ainsi que la vengeance subséquente d'Odin et la mort de Fenrir par son fils Vidar; comment le monde disparut dans les flammes et resurgit des océans à nouveau. Finalement, elle relate comment les survivants des Ases se souviennent des actes d'Odin.
Dans le poème Lokasenna, la conversation entre Odin et Loki débute avec Odin qui essaie de défendre Gefjun et se termine par sa femme, Frigg, qui le défend. Dans ce poème, Loki tourne Odin en dérision parce qu'il pratique le Seydr qui est une forme de sorcellerie réservée aux femmes. Une autre occurrence de ce fait est rapportée dans la Saga des Ynglingar de l'Edda de Snorri où ce dernier insinue que les hommes qui pratiquent le Seydr sont des Ergi, des hommes efféminés et lâches.

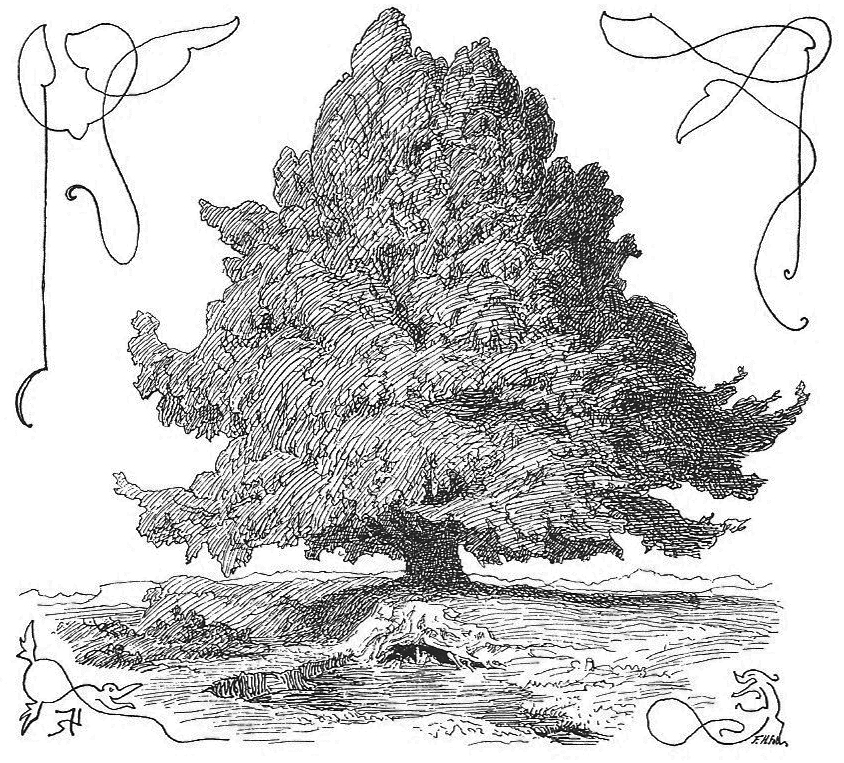
Yggdrasil réalisé par Lorenz Frølich en 1895.

Dans Rúnatal, une section du poème Hávamál, la découverte des runes est attribuée à Odin. Ce dernier a été suspendu à l'Arbre du Monde, l'Yggdrasil, pendant qu'il était percé par sa propre lance, Gungnir, durant neuf jours et neuf nuits afin qu'il puisse acquérir la sagesse nécessaire à avoir la puissance dans les neuf mondes ainsi que la connaissance des choses cachées dont les runes.
Dans le poème Hárbarðsljóð, Odin déguisé comme l'opérateur de traversier Hárbarðr engage son fils Thor qui n'est pas au fait du déguisement dans une longue argumentation. Thor tente de contourner un grand lac et Hárbarðr refuse de le faire traverser.

### Edda de Snorri

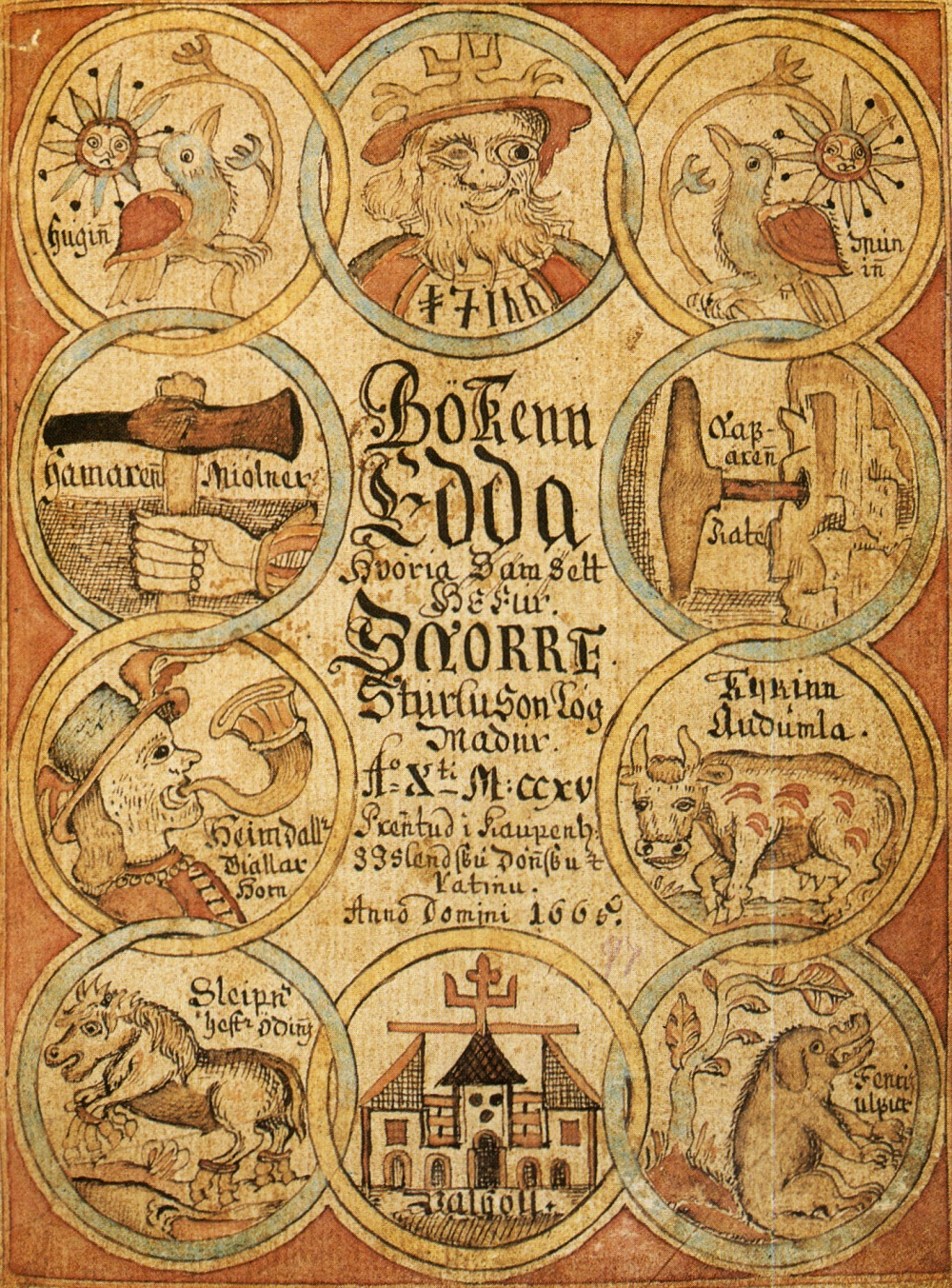
Couverture d'un manuscrit de l'Edda de Snorri illustré par Ólafur Brynjúlfsson en 1760 à la Bibliothèque royale de Copenhague.

Dans le prologue de l'Edda de Snorri, Snorri Sturluson essaie de donner une explication des Ases. Selon lui, Odin et ses pairs étaient originellement des réfugiés de la ville d'Anatolie de Troie et Ases serait un dérivé folklorique du mot Asie.
Dans le Gylfaginning, la première partie de l'Edda de Snorri, il est dit qu'Odin, le premier et le plus puissant des Ases, est le fils de Bestla et de Bur et qu'il a pour frères Vili et Vé. Avec ses frères, il a tué le géant de glace Ymir et a créé Midgard à partir de son corps. Avec sa chair, ils ont créé la terre; avec ses os et ses dents brisés, ils ont formé les rochers et les pierres; avec son sang, ils ont créé les lacs et les rivières; avec son cerveau, ils ont formé les nuages et ses sourcils sont devenus une barrière entre Jötunheim, le monde des géants, et Midgard. Son crâne fut envoyé à quatre endroits dans le ciel gardé par quatre nains nommés Est, Ouest, Nord et Sud. Avec les vers qui mangeaient les restes du géant, ils ont créé les nains.
Toujours dans le Gylfaginning, on apprend que, après avoir créé Midgard, Odin et ses frères ont créé l'être humain. Les trois frères sont passés devant un frêne et orme auxquels Odin donna la vie et la respiration, Vili donna le cerveau et les sentiments, puis, Vé donna l'ouïe et la vue. Les deux premiers humains se nommaient Ask et Embla respectivement le premier homme et la première femme.
Odin a enfanté de nombreux enfants. Avec sa femme, Frigg, il eut deux enfants : le condamné Baldr et l'aveugle Höd. Avec la personnification de la Terre, Fjörgyn, Odin eut son fils le plus célèbre, Thor. Avec la géante Gríðr, Odin devint le père de Vidar. Avec la géante Rind, il eut Vali (ou Áli). Il a aussi pour enfant le messager Hermod. De plus, plusieurs familles royales ont affirmé qu'ils sont les descendants d'Odin par d'autres fils.

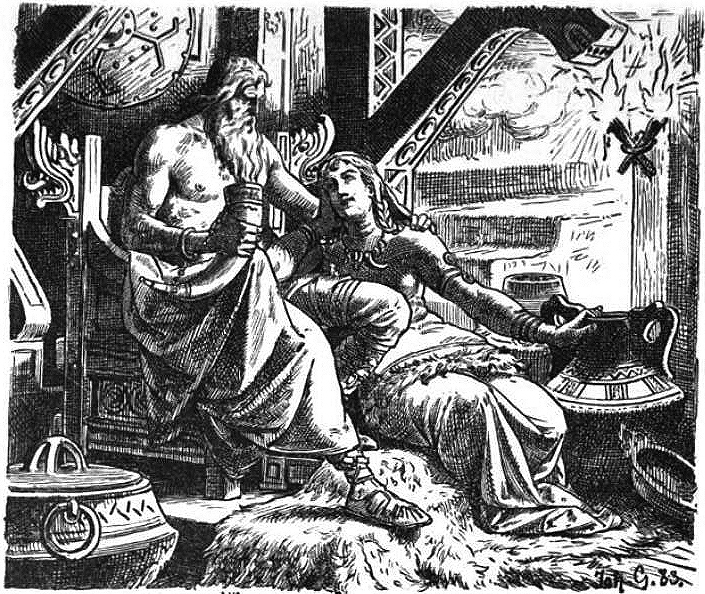
Odin avec Gunnlöð réalisé par Johannes Gehrts en 1901.

Odin a appris le secret du Seydr par une déesse vane et la völva Freyja malgré le caractère non guerrier et efféminé du Seydr et de l'utilisation de la magie. 
Toujours dans le Gylfaginning, il est écrit qu'Odin s'aventura à la source de Mímir près du monde des géants. Pour pouvoir boire dans la fontaine du savoir, Odin a dû sacrifier un de ses yeux qui repose au fond de la fontaine de Mimir. À la suite de cet épisode Odin est représenté borgne, souvent de l'œil gauche.
Dans la seconde section du Skáldskaparmál, la quête du savoir d'Odin est vue dans le fait qu'il a travaillé pour un été en tant qu'ouvrier agricole pour Baugi et qu'il a séduit Gunnlöð afin d'obtenir l'Hydromel poétique.

### Sagas des Islandais

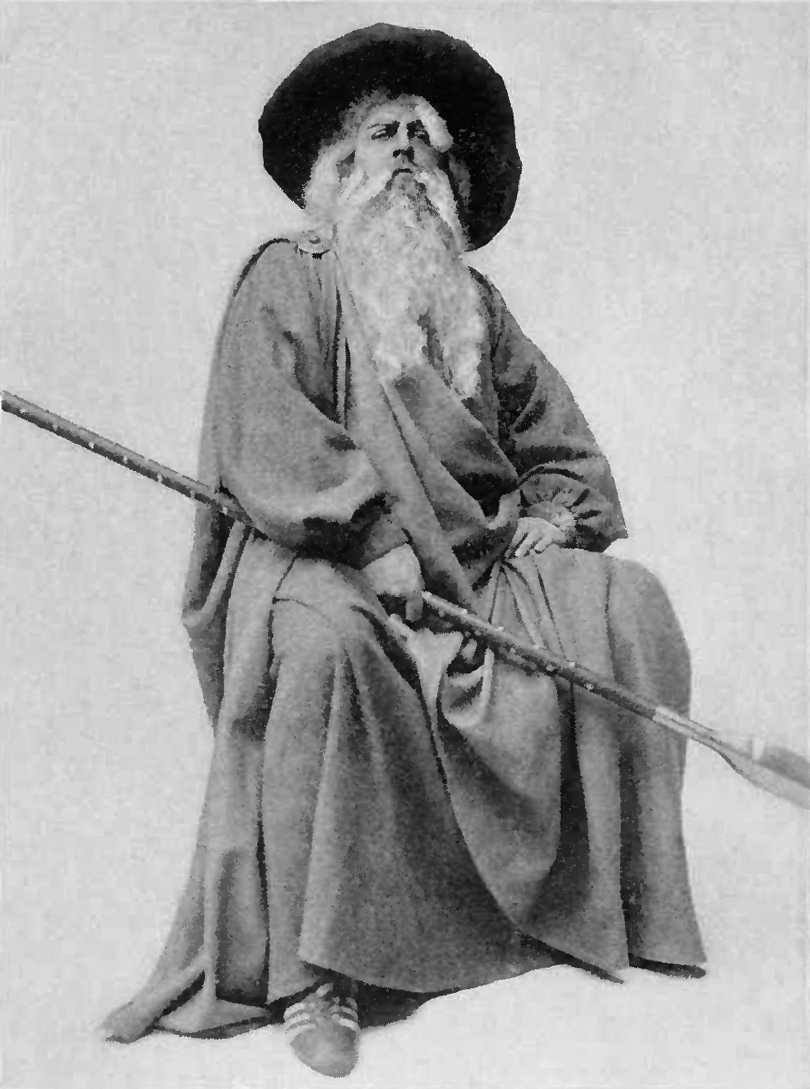
Odin déguisé en vagabond.

Dans la Saga des Ynglingar des Sagas des Islandais, il est dit qu'Odin a deux frères, Vili et Vé, qui gouvernent le royaume en son absence. Une fois, Odin était parti pour une très longue distance et période, Vili et Vé ont décidé de se diviser sa propriété, mais ils prirent tous deux sa femme, Frigg. Lorsque Odin est revenu, il reprit sa femme. Il est aussi dit qu'Odin est le second roi mythique de la Suède succédant à Gylfi et précédant Njörd. 
Toujours dans la saga des Ynglingar, on apprend que Mimir a été échangé comme otage entre les Ases et les Vanes pour assurer la paix. Mais les Vanes, pensant s'être faits duper coupent la tête de Mimir et la renvoient aux Ases. Odin l'enduit alors d'un onguent pour éviter qu'elle ne se décompose et après des incantations, la tête de Mimir s'est remise à parler. Odin en a tiré de nombreuses informations. 
Dans la Saga de Njáll le Brûlé des mêmes sagas islandaises, Hjalti Skeggiason un Islandais récemment converti au christianisme souhaitait exprimer son mépris pour les dieux natifs. C'est pourquoi il a écrit une chanson blasphématoire à l'endroit notamment d'Odin et de Freyja. Il a été trouvé coupable de blasphème et s'exila en Norvège avec son beau-père, Gizur the White. Plus tard, avec l'aide d'Olaf Tryggvason, Hjalti et Gizur revinrent en Islande pour convaincre les gens rassemblés à l'Althing de se convertir au christianisme; ce qui se produisit en 999,.
Par la suite, dans la Saga du roi Olaf Tryggvason écrite vers 1300, il est décrit que les nouveaux convertis au christianisme doivent insulter les divinités païennes tel qu'Odin afin de prouver leur foi et leur piété. D'ailleurs, Hallfreðr vandræðaskáld qui fut converti au christianisme à contrecœur par Olaf dut écrire un poème d'abandon des divinités païennes; ce poème traita d'Odin.

## Témoignages archéologiques
La plus ancienne mention archéologique connue remonte au Ve siècle, il s'agit d'une inscription en rune signifiant « il est l'homme d'Odin », retrouvée sur un bractéate du trésor de Vindelev.
L'importance du dieu Odin chez les Germains se reflète dans ses représentations nombreuses en gravures, ou sur des pierres runiques, bractéates ou en statuette. Les représentations les plus célèbres proviennent des pierres runiques vikings, où l'on reconnaît parfois un homme chevauchant un cheval à huit jambes, sans doute Odin chevauchant Sleipnir, comme sur la pierre d'Ardre VIII et la pierre de Tjängvide. On connaît également deux représentations d'Odin se faisant engloutir par le loup Fenrir au Ragnarök ; la croix de Thorwald et la pierre runique de Ledberg, toutes deux découvertes dans les îles Britanniques qui furent fortement colonisées par les vikings. Les statuettes sont rares. Plusieurs bractéates différentes semblent représenter de manière similaire le visage d'Odin et son cheval Sleipnir.

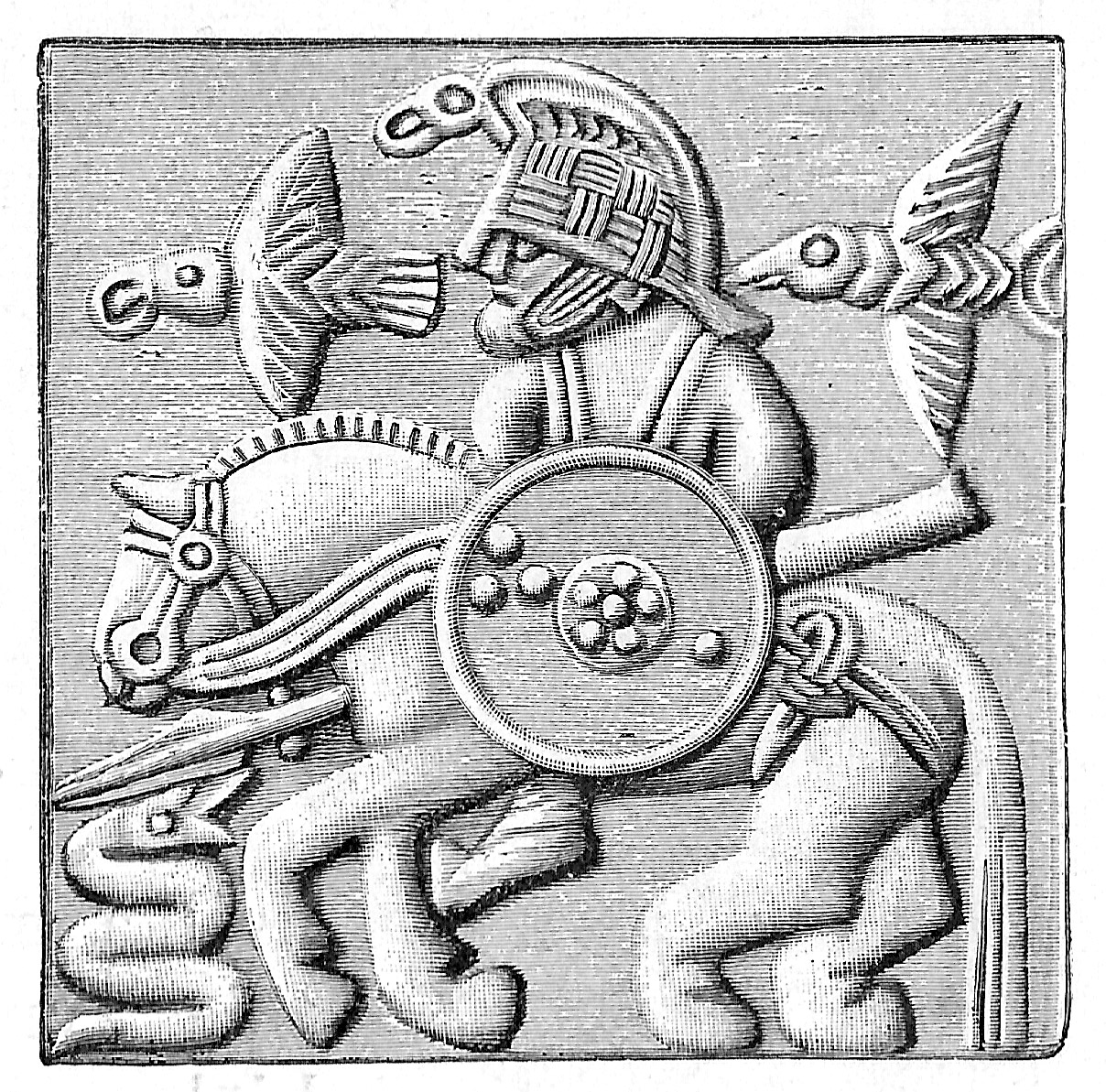
Plaque d'un casque de l'Âge de Vendel qui pourrait représenter Odin accompagné de ses deux corbeaux Hugin et Munin.
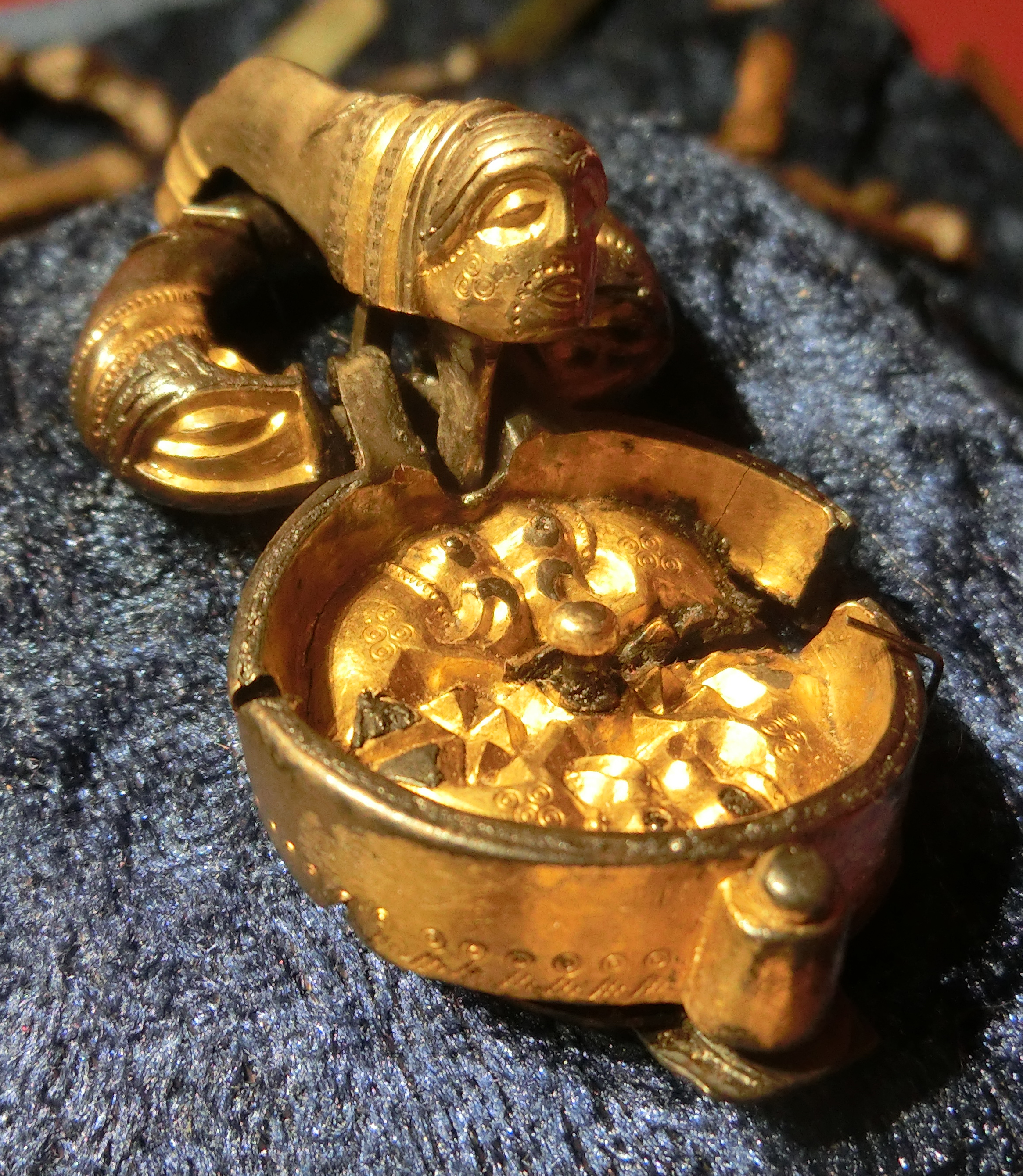
Fibule en or représentant le visage d'Odin entouré de ses deux corbeaux.
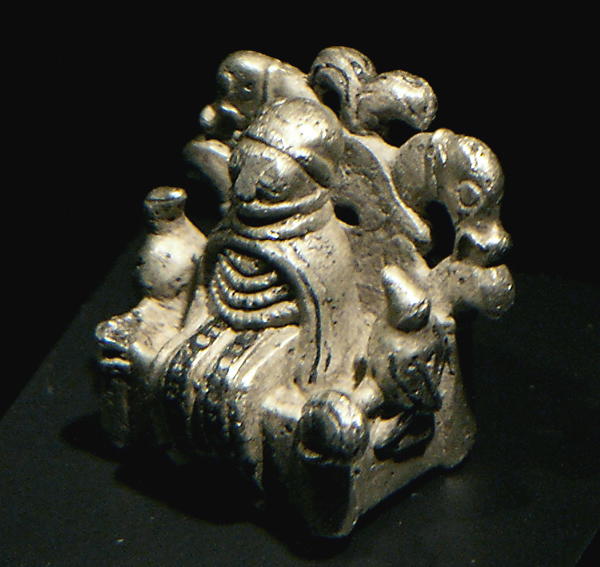
Statuette en argent d'Odin sur son trône Hlidskjálf, accompagné de ses deux corbeaux. Danemark.
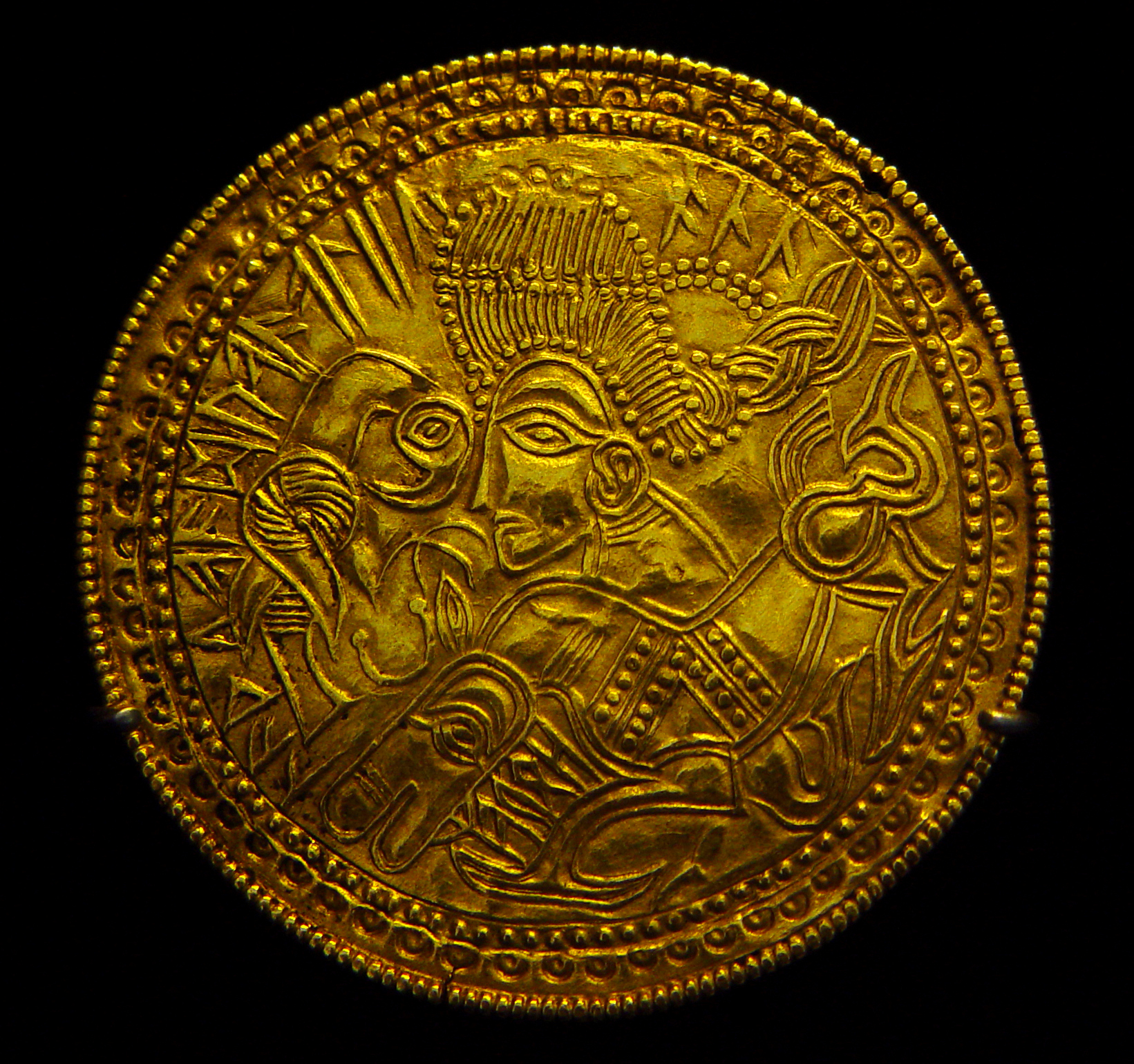
Bractéate avec un visage et l'inscription runique « Le Très Haut », un nom d'Odin.
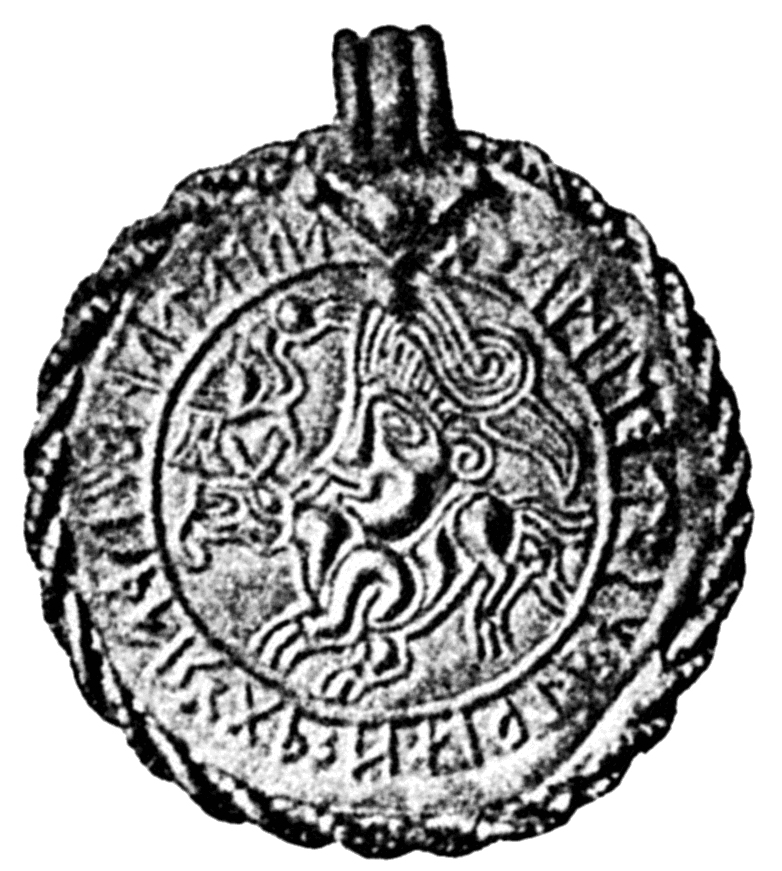
Bractéate représentant Odin.
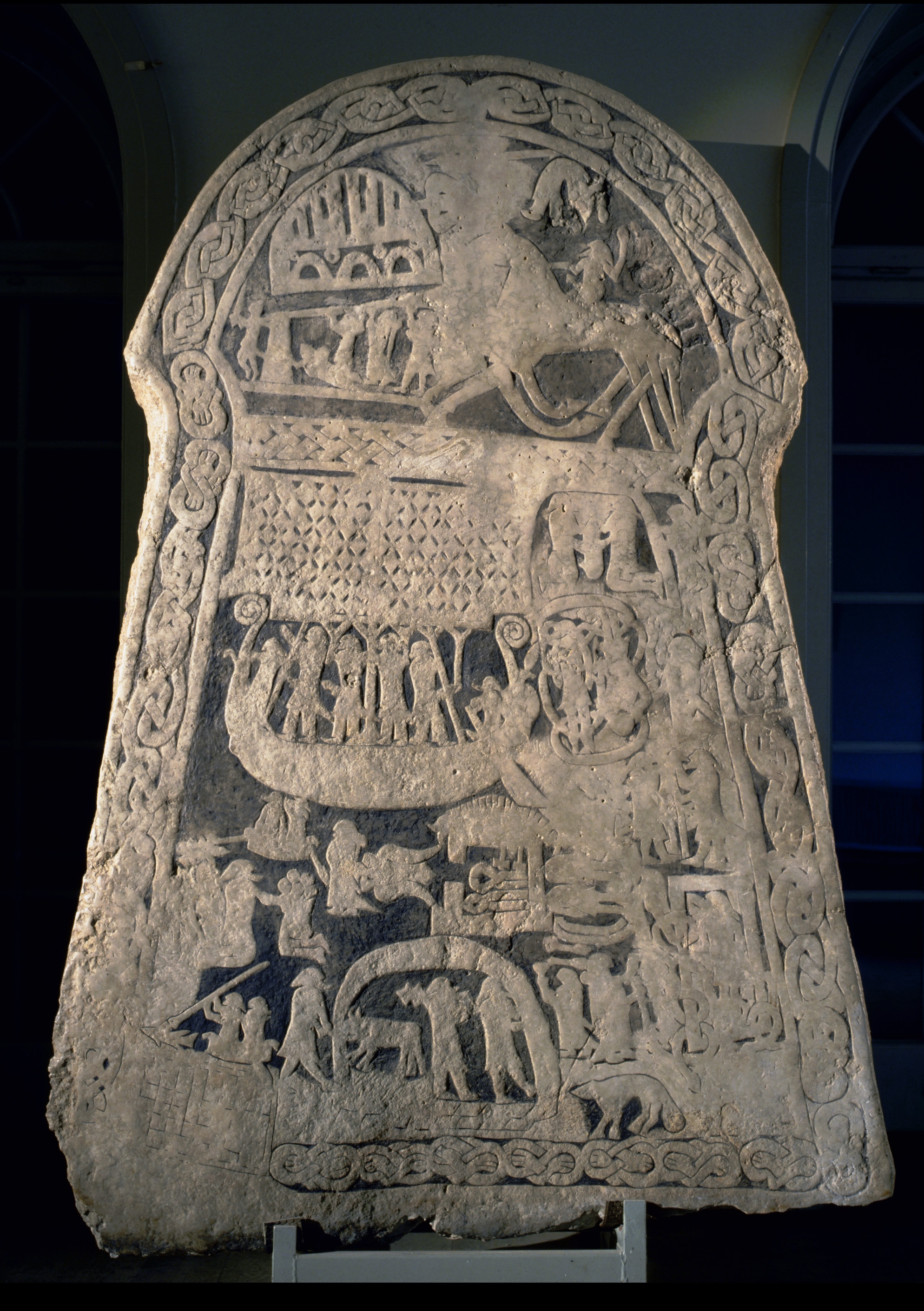
Une des pierres d'Ardre (numéro VIII) avec Odin chevauchant Sleipnir sur la partie supérieure.
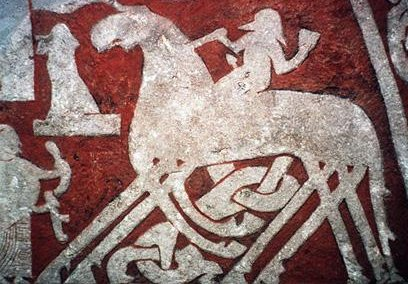
Détail d'Odin chevauchant Sleipnir sur la pierre de Tjängvide.
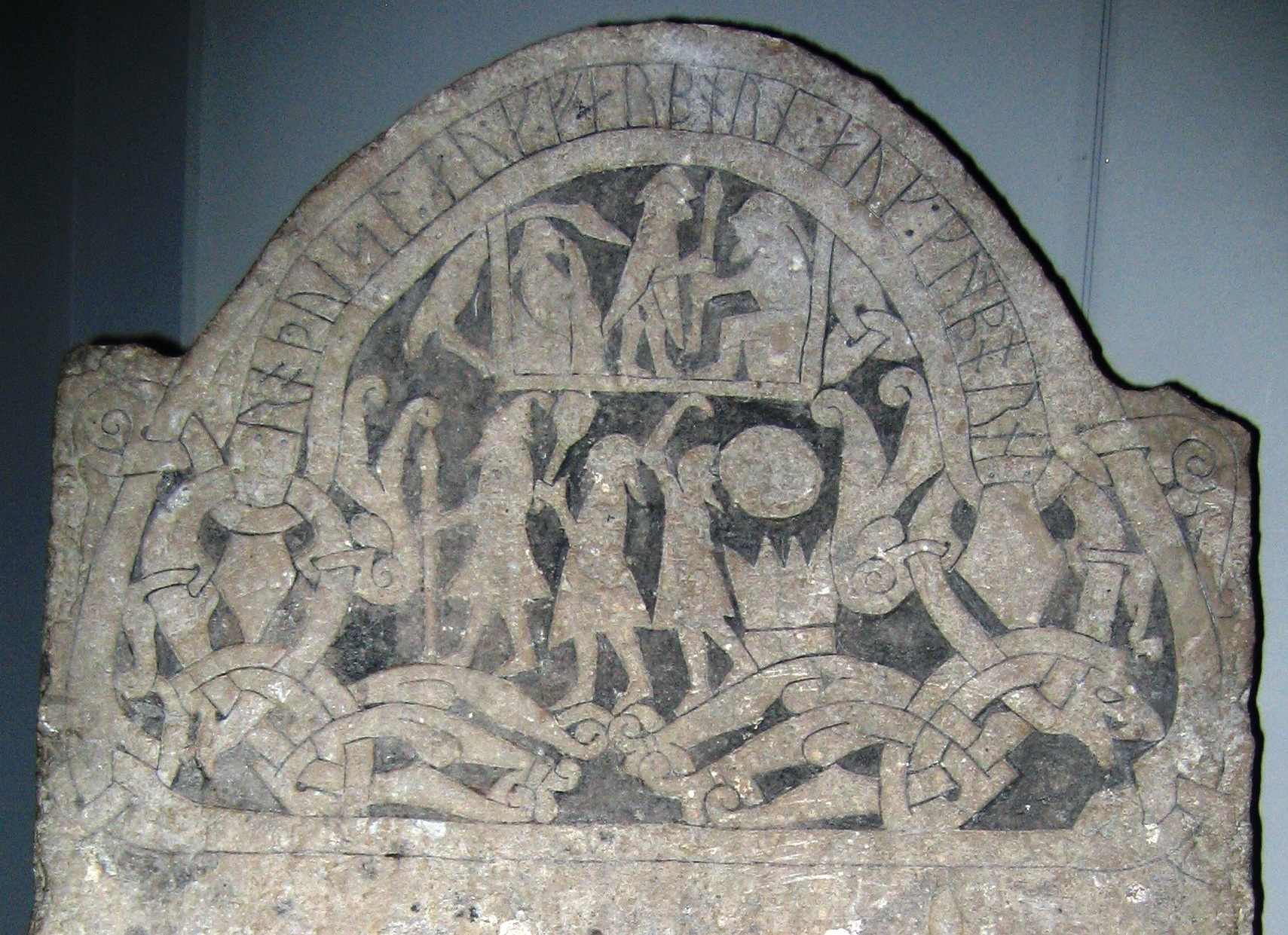
Détail d'une pierre gravée originaire de Gotland située dans le Musée historique de Stockholm montrant les trois dieux Odin, Thor et Freyr.
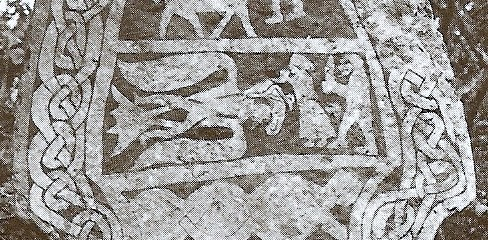
Une des pierres Hammars (numéro III) représentant sans doute Odin, Suttung et Gunnlöd.
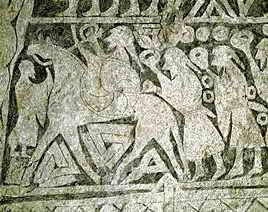
Détail de la pierre Tängelgårda avec probablement Odin guidant à cheval une troupe de guerriers.
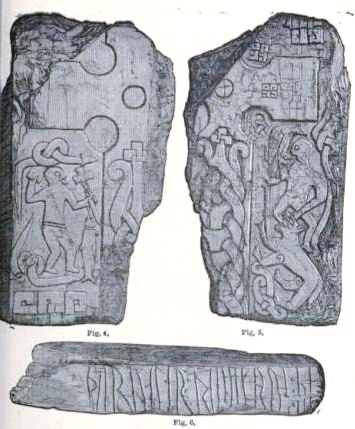
Odin englouti par Fenrir sur la croix de Thorwald.
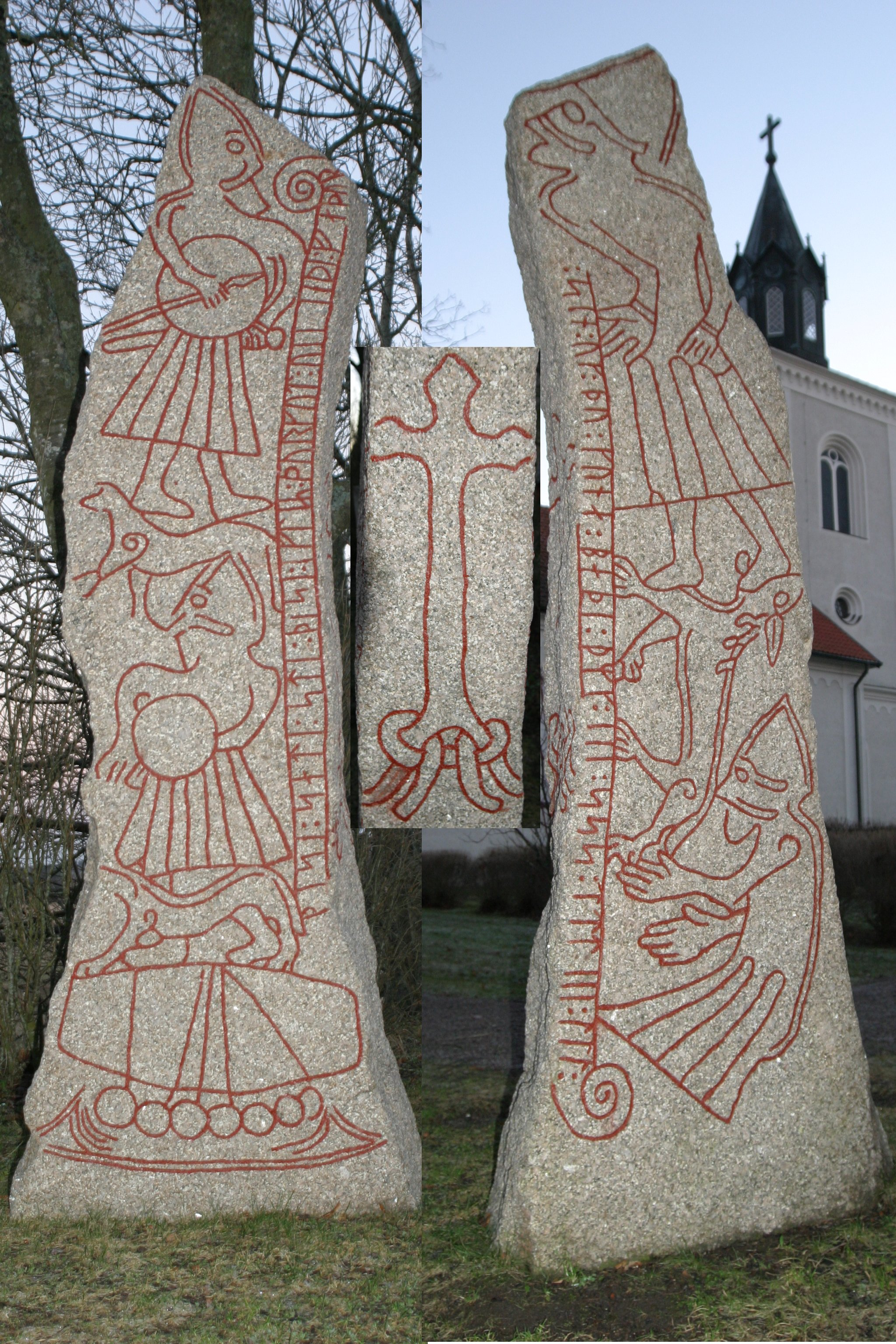
Odin englouti par Fenrir sur la pierre runique de Ledberg.

## Théories et interprétations

### Œil et source

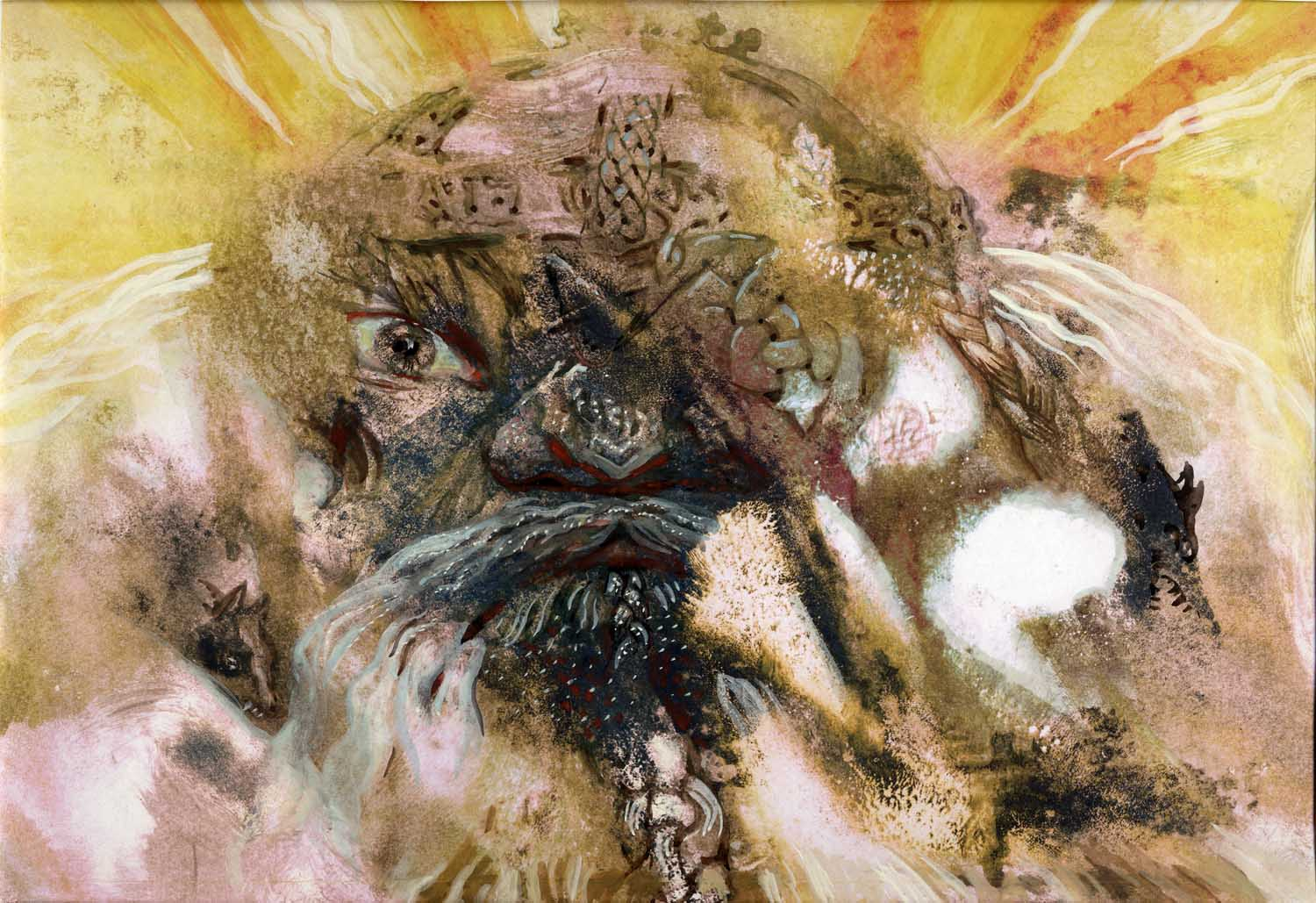
« Odin borgne » selon Maximilian Presniakov, œuvre peinte en 2008.

Le sacrifice d'Odin est ainsi raconté par la Gylfaginning (15) :
| Sous la racine dirigée vers les géants du givre se trouve Mimisbrunn, qui recèle la sagesse et l'intelligence. Celui qui possède cette source s'appelle Mimir : il est très savant, car il y boit à l'aide de la corne appelée Giallarhorn. Alfadr vint à la source et demanda à en boire une gorgée, mais il ne l'obtint pas avant d'avoir mis en gage l'un de ses yeux. |

Si ce motif ne connaît pas d'autres manifestations germaniques ou scandinaves, il apparaît à de nombreuses reprises dans les mythes irlandais, et ce la plupart du temps accompagné de l'apparition d'une source d'eau.
Notamment, dans l'hagiographie de la sainte Brigitte d'Irlande, celle-ci refuse de se marier, ce qui irrite ses frères qui ne veulent pas renoncer à la dot qu'elle est susceptible de rapporter. Ils lui affirment donc que ses yeux, si beaux, ne sauraient rester célibataires. Elle se crève alors brusquement l'œil, afin que personne ne veuille l'épouser. Comme ses frères ne trouvent pas d'eau pour laver la blessure, elle fait jaillir une fontaine du sol. Dans le Talland Etair, texte irlandais datant probablement du XIe siècle, le druide Aithirne Ailgesach exige du roi borgne Eochaid Mac Luchta, du Connaught, qu'il lui remette son seul œil valide, ce que celui-ci accepte. Alors que le roi lui demande ensuite de l'amener à une source, le druide fait couler trois flux d'eau sur son visage. Enfin, le motif apparaît également dans le dindshenchas, il a aussi été rajouté dans certains poèmes ayant Sid Nechtain pour héros ou encore dans le Leabhar Breac.
Dans la plupart des occurrences, la mutilation de l'œil est suivie directement ou non du jaillissement du sol d'un flux d'eau. Cela s'explique peut-être parce que l'œil est associé à l'eau : en effet, des larmes peuvent en couler, et ses reflets rappellent l'élément aquatique. Pour ces raisons il est possible que dans une version plus ancienne du sacrifice d'Odin, ce soit le don de l'œil qui entraîne l'apparition des eaux de la connaissance.

## Croyances et coutumes populaires
Dans les croyances populaires, l'idée a été préservée jusqu'à l'ère moderne, que Wodan/Odin au moment des tempêtes d'automne se déplace dans le ciel avec l'armée des morts lors de la chasse sauvage (danois Odins hunts, suédois Odensjakt, vieux norrois Asgardareid). Wodan en tant que seigneur des morts et des tempêtes a joué un rôle particulier dans les festivals païens de l'automne. Dans les territoires saxons, la coutume a perduré jusqu'à la période moderne (par exemple en Westphalie orientale), qui consistait à offrir un sacrifice au dieu antique lors de la récolte. Ceci pouvait être un coin du champ qui restait non coupé ou le fait de demander des bénédictions pour l'année prochaine en restituant une partie de la récolte, ou, encore comme il est de coutume jusqu'au XVIe siècle, pour honorer « Woden » de verser de la bière comme une libation et d'effectuer des danses.
Jacob Grimm a montré qu'en particulier, les dictons et les bénédictions associées aux récoltes font référence à Wodan. Surtout dans les anciennes régions saxonnes, la Basse-Saxe et la Westphalie actuelles, mais aussi dans les zones de peuplement saxon en Angleterre, où le culte de Wodan était profondément enraciné dans les sagas généalogiques et a irradié les coutumes traditionnelles jusqu'à présent. Grimm a notamment recueilli des sentences en dialectes bas allemand prononcées lors des récoltes dans le Mecklembourg et dans le Schaumburg-Lippe :
Mecklenburg :
« Wode, Wode,

hal dinen rosse nu voder,

nu distel un dorn,

ächter jar beter korn! »
« Wode, Wode,

apporte seulement de la nourriture à ton cheval, 

maintenant chardon et épine, 

meilleur grain sur l'année. »
Schaumburg :
« Wôld, Wôld, Wôld!

hävenhüne weit wat schüt,

jümm hei dal van häven süt.

vulle kruken un sangen hät hei,

upen holte wässt manigerlei:

hei is nig barn un wert nig old.

Wôld, Wôld, Wôld! »
« Wold, Wold, Wold!

Ciel [pleure] sait ce qui se passe, 

du ciel, il voit dessous, 

Il donne les pichets et des gerbes complets, 

Il y a beaucoup de choses qui poussent dans la forêt: 

Il n'est pas né et ne vieillit pas.

Wold, Wold, Wold! »

## Dans les arts et la culture populaire

### Opéra
C'est un personnage central, sous la graphie « Wotan », de la tétralogie L'Anneau du Nibelung de Richard Wagner : il apparaît dans L'Or du Rhin, La Walkyrie et – sous le nom « Le Voyageur » – dans Siegfried.